# Amasya (tỉnh)
Amasya là một tỉnh của Thổ Nhĩ Kỳ. Tỉnh này nằm ở bên sông Yeşil ở vùng Biển Đen của Thổ Nhĩ Kỳ. Đây là địa danh Amaesia được nhắc đến trong sử sách thời Alexander Đại đế, là nơi sinh của nhà sử học và địa lý học Strabo. Tỉnh này có diện tích 5.731 km 2, dân số là 365.231 người, mật độ dân số là: 63 người/km². Tỉnh lỵ là thành phố Amasya, dân số tỉnh lỵ là:74.393 gười.

## Các huyện
Tỉnh này được chia thành các huyện sau (tỉnh lỵ được bôi đậm):
- Amasya
- Göynücek
- Gümüşhacıköy
- Hamamözü
- Merzifon
- Suluova
- Taşova